# Fritz Bahrdt

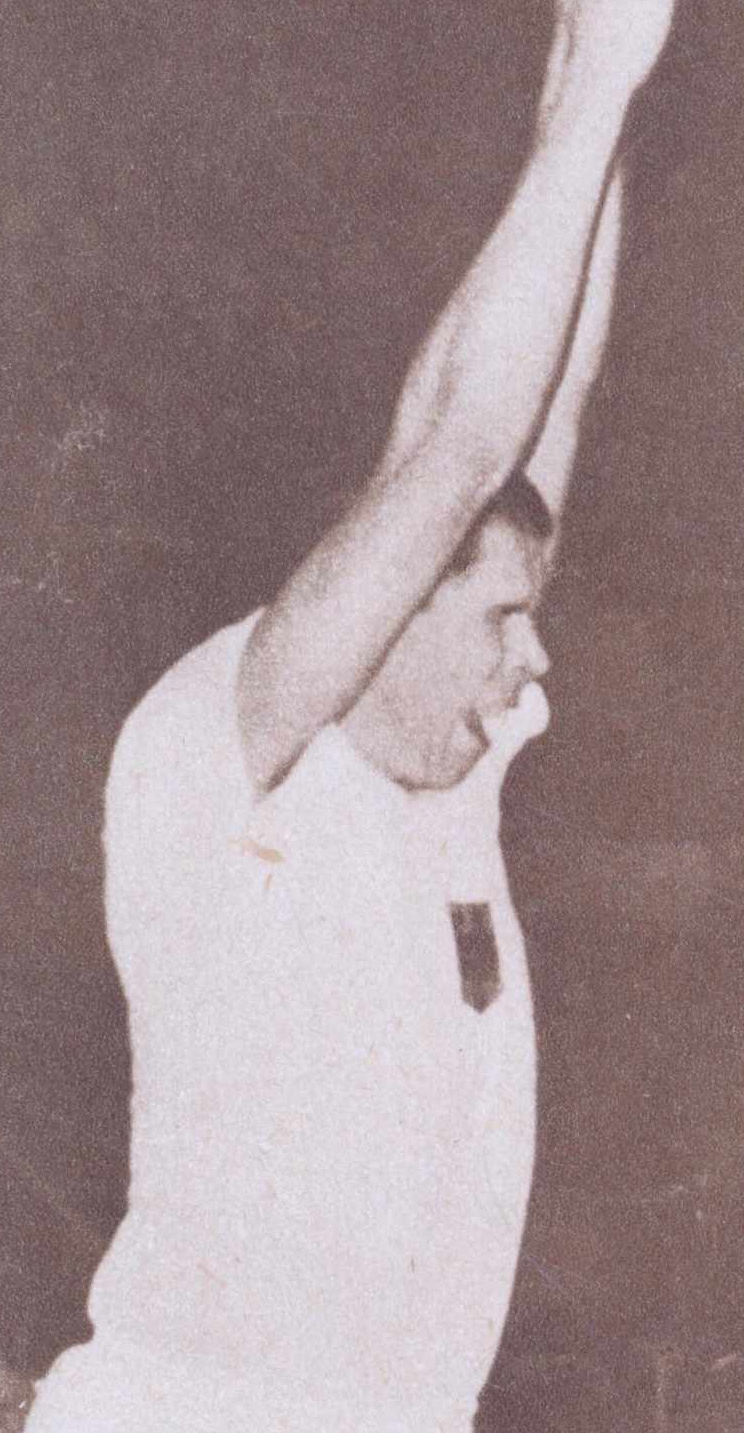
Bahrdt beim Länderspiel Rumänien-Deutschland 1965

Fritz Bahrdt (* 17. Juli 1939 in Hamburg) ist ein ehemaliger deutscher Handballspieler.
Bahrdt kam 1957 zum Hamburger SV. Der rechtshändige Handballspieler wurde auf der Position Rückraum Mitte oder halblinks eingesetzt.
Am 5. Januar 1958 stand Bahrdt im Aufgebot der deutschen B-Nationalmannschaft in Oldenburg gegen Schweden (14:14). Insgesamt 54 mal stand er im Aufgebot der deutschen Handballnationalmannschaft. Er spielte bei der Handball-Weltmeisterschaft (WM) 1964 (4. Platz) und der WM 1967 (5. Platz).
Bahrdt war bis zu seinem Rücktritt 2014 Mitglied im Aufsichtsrat des HSV Hamburg und seit 2004 stellvertretender Präsident.
Er hat zwei Söhne: Christian Bahrdt (* 1968) und Matthias Bahrdt (* 1971). Der jüngere Sohn ist Songwriter und Pianist; er schuf die Vereinshymne des HSV.